# قائمة المدن التوأمة في مصر
المدن التوأمة في مصر هو الاتفاق بين مدينتين على التعاون في مختلف المجالات والأمور التي تعني التجمعات السكنية المدنية. وهي اتفاقية تعاون بين مدينتين، يوقع عليها عادة صاحب أعلى سلطة في كلا المدينتين. يقوم فريق من كلا المدينتين بإعداد بنود الاتفاقية. في الوطن العربي ترعى منظمة المدن العربية من اتفاقات التوأمة.

## القاهرة[1]
- فرانكفورت، ألمانيا.
- شتوتغارت، ألمانيا.
- نيويورك، الولايات المتحدة.[2]
- باريس، فرنسا.
- عمان، الأردن.
- إسطنبول، تركيا.
- أوتاوا، كندا.
- بكين، الصين .
- سول، كوريا الجنوبية.
- مينسك، بيلاروسيا.
- أستانا، كازاخستان.
- لوس أنجلوس، الولايات المتحدة.
- باليرمو، إيطاليا.
- طشقند، أوزبكستان.
- أسمرة، إريتريا.
- تبليسي، جورجيا.
- أسونسيون، باراغواي.

## الاسكندرية
- أثينا، اليونان

- روما، إيطاليا
- سانت بطرسبرغ، روسيا
- براتيسلافا، سلوفاكيا
- شانغهاي، الصين

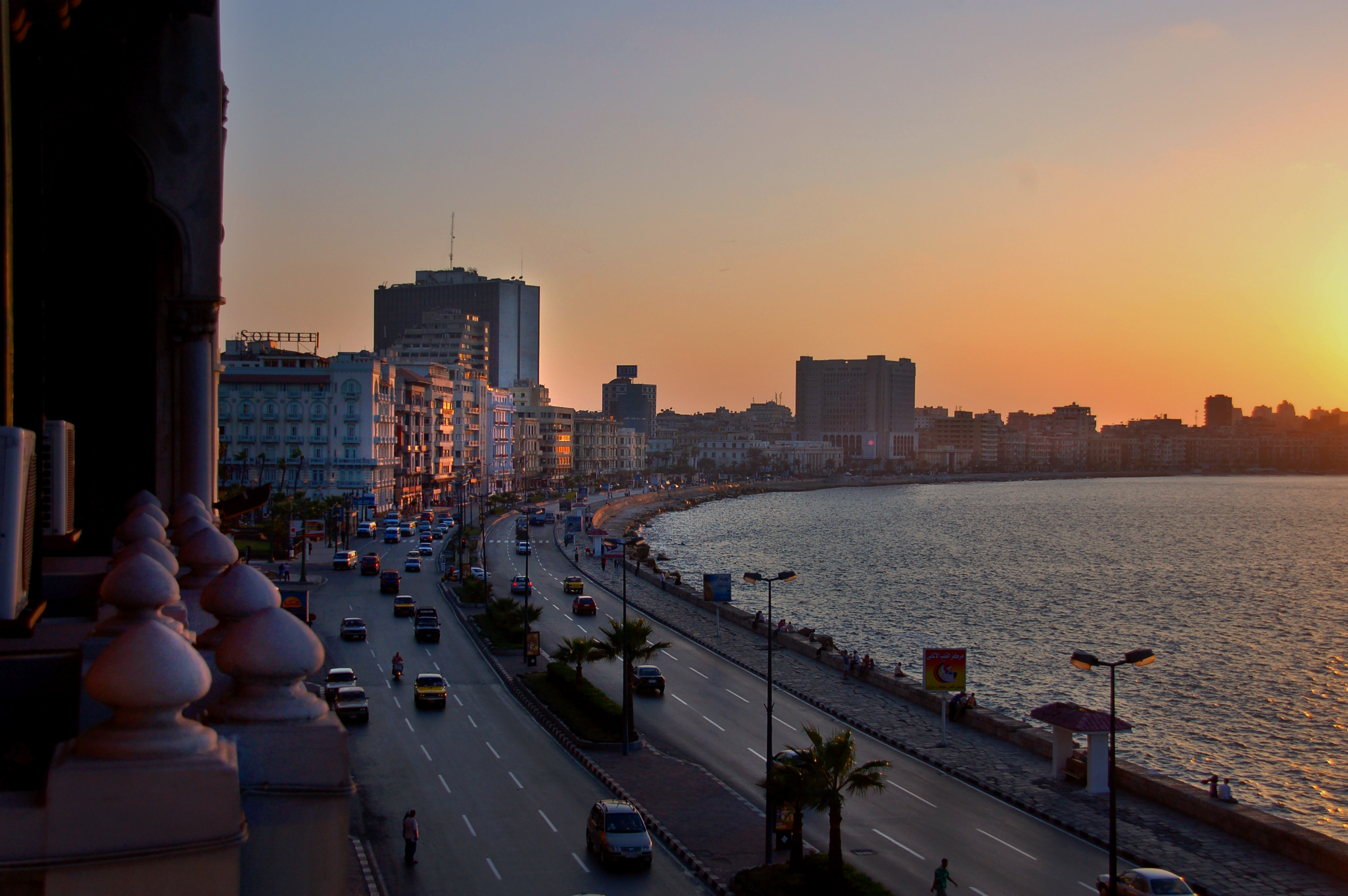
ساحل الاسكندرية عند الغروب

- بالتيمور، الولايات المتحدة
- تونس، تونس
- الدار البيضاء، المغرب
- المنامة، البحرين
- كليفلاند، الولايات المتحدة
- دربن، جنوب أفريقيا
- بيروت، لبنان
- دمشق، سورية
- سالونيك، اليونان
- إسطنبول، تركيا